# Sansevieria ballyi
Sansevieria ballyi är en sparrisväxtart som beskrevs av Leonard Eric Newton. Sansevieria ballyi ingår i släktet bajonettliljor, och familjen sparrisväxter. Inga underarter finns listade i Catalogue of Life.